# Marcos Guerrero
Marcos Guerrero Tejada (nacido el 16 de abril de 1984) es un futbolista español. Marcos juega actualmente como defensa en el Sporting Villanueva.

## Clubes
| Club                | País              | Año       |
| ------------------- | ----------------- | --------- |
| Málaga B            | Bandera de España | 2003-2004 |
| Hércules CF         | Bandera de España | 2004-2005 |
| CD Alhaurino        | Bandera de España | 2005-2007 |
| FC Torrevieja       | Bandera de España | 2006-2007 |
| CD Villanueva       | Bandera de España | 2007-2008 |
| Manchego            | Bandera de España | 2008-2009 |
| Zamora CF           | Bandera de España | 2009      |
| CD Badajoz          | Bandera de España | 2010      |
| Sporting Villanueva | Bandera de España | 2011      |

- Datos: Q5947538